# Rezerwat przyrody Kalinowa Łąka
Rezerwat przyrody Kalinowa Łąka – florystyczny rezerwat przyrody znajdujący się w gminie Stare Babice (powiat warszawski zachodni, województwo mazowieckie). Leży w obrębie otuliny Kampinoskiego Parku Narodowego w Lesie Bemowo. Znajduje się w bezodpływowym zagłębieniu, wypełnionym częściowo torfowymi utworami. 
- powierzchnia: 3,47 ha[1]
- rok utworzenia: 1989[4]
- utworzony na mocy Zarządzenia Ministra Ochrony Środowiska i Zasobów Naturalnych z dnia 8 grudnia 1989 r. w sprawie uznania za rezerwaty przyrody (M.P. 1989 nr 44 poz. 357)
- cel ochrony: zachowanie śródleśnej, podmokłej łąki ze stanowiskiem pełnika europejskiego oraz wielu innych rzadkich oraz chronionych gatunków roślin[1].

W rezerwacie występują zróżnicowane zbiorowiska łąkowe. Znacząco uwidaczniają się płaty z licznie występującym ostrożniem warzywnym i rdestem wężownikiem. Łąka wygląda okazale wiosną i latem, ponieważ w tym czasie kwitnie większość występujących tam bylin.  
Torfowisko z podmokłymi turzycowiskami i szuwarami w niewielkim zagłębieniu, otoczone drzewostanem Lasu Bemowskiego. Na łąkę wkraczają liczne krzewy z przewagą łozy i kaliny koralowej. Znajduje się tu stanowisko pełnika europejskiego, goździka pysznego, goryczki wąskolistnej, goryczki trojeściowej, mieczyka dachówkowatego, storczyka krwistego, storczyka szerokolistnego, storczyka plamistego i inne.
Obszar jest też ciekawy pod względem faunistycznym, przyciągającym wiele gatunków ze względu na mozaikowe zróżnicowanie roślinności obejmujące łąki, zarośla wierzbowe oraz szuwary, otoczone drzewostanami Lasu Bemowskiego. Pojawiają się tu m.in. łosie, przy czym niedaleko znajduje się inny rezerwat wyraźnie wskazujący swoją nazwą, że łoś jest tutaj stałym bywalcem – Łosiowe Błota. Poza tym można tu zaobserwować sarny, dziki oraz wiele mniejszych ssaków. Jeśli chodzi o ptaki, pojawiają się tutaj: słowiki szare, łozówki, trzciniaki, dzięcioły czarny i duży. Stwierdzono również zimującą na tym obszarze grupę czapli siwych. 
Obszar rezerwatu podlega ochronie czynnej, która skupia się przede wszystkim na cięciu zarośli wierzbowych, usuwaniu samosiewów brzóz, topól i olch. Pojawianie się tych gatunków może skutkować całkowitym zarośnięciem łąki, a w konsekwencji prowadzić do jej zaniku, dlatego też niezbędne jest usuwanie gatunków niepożądanych. Wymienione wyżej gatunki bezpośrednio zagrażają światłolubnym roślinom łąkowym i torfowiskowym. 